# Tour d'Oultremont
Ne doit pas être confondu avec Hospice d'Oultremont.
La tour d'Oultremont est un immeuble classé de la ville belge de Huy (province de Liège).

## Situation
L'immeuble se situe à Huy, au no 7 de la rue de la Résistance, en retrait de la rue et derrière une cour grillagée.
La tour ne doit pas être confondue avec l'hospice d'Oultremont possédant aussi une tour et qui est situé à côté de la collégiale Notre-Dame de Huy.

## Histoire
Cette tour a été construite en 1559 par Jean-Hustin IV d'Oultremont (1495-1581). Elle faisait partie et est le dernier vestige de l'hôtel particulier des comtes d'Oultremont qui fut abattu à la fin du XIXe siècle pour permettre la création de l'actuelle rue de la Résistance. 

## Description
Haute de six niveaux (cinq étages) et bâtie sur un plan pentagonal d'un diamètre approximatif de 3 m, la tour est principalement construite en brique. Le soubassement, le chaînage d'angle et les encadrements des baies sont réalisés en pierre calcaire. Les linteaux sont en accolade. Sur le troisième niveau du pan de mur faisant face à a route, se trouve une dalle en calcaire aux armes d'Oultremont, avec, en dessous, dans un cartouche indépendant, le nom OULTREMONT et la date 1559 dont la graphie paraît récente. 
La tour est adossée à un immeuble de trois niveaux (deux étages) élevé à la fin du XIXe siècle avec des éléments (comme les linteaux en accolade et les baies à meneaux et traverses en pierre de taille) récupérés de l'hôtel particulier initial détruit quelques années plus tôt.

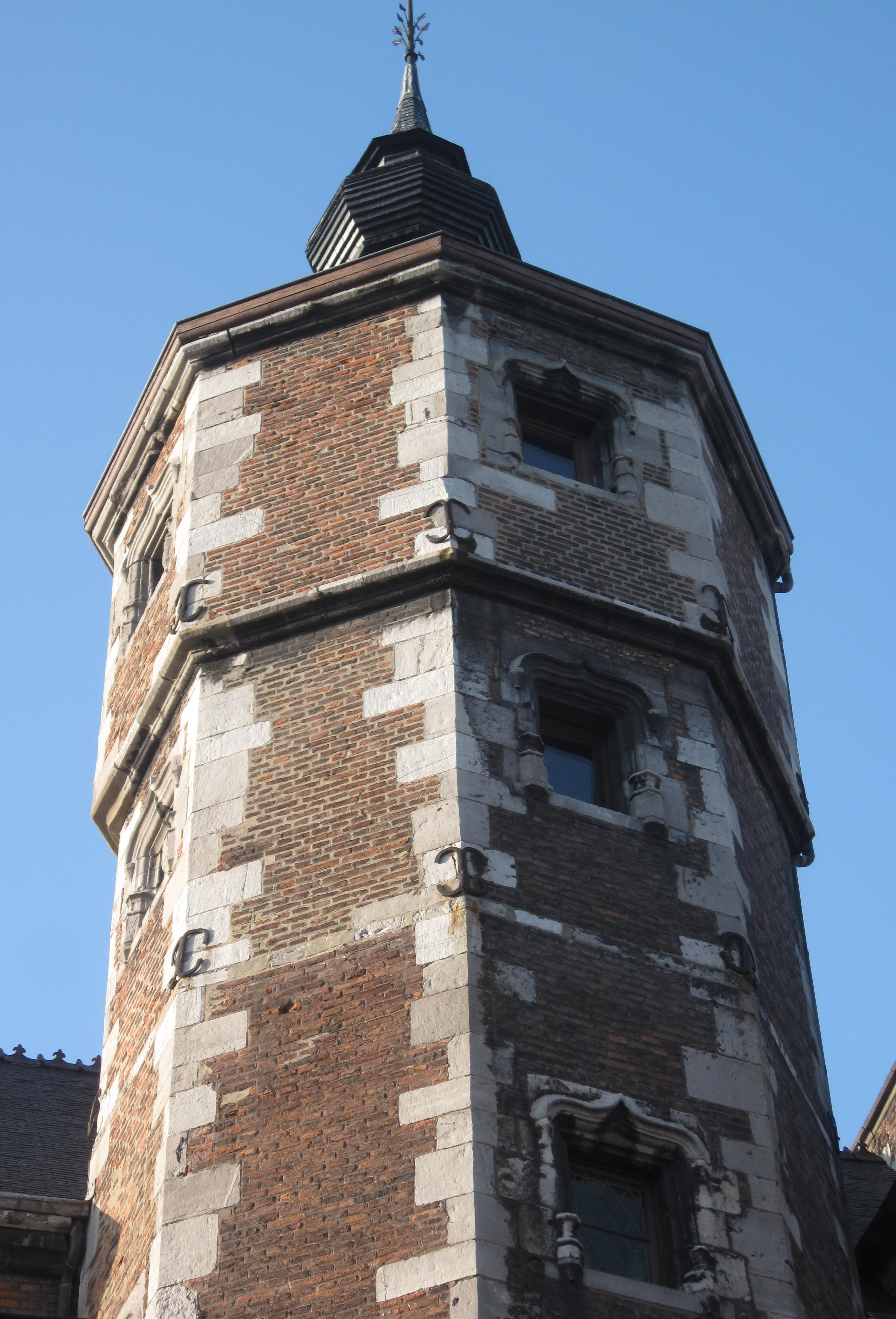